# Катіон

Перенесення електронів між літієм (Li) і фтором (F). Утворюючи іонний зв’язок, Li і F стають йонами Li^{+} і F^{−}.

Катіо́н (від грецької kata — вниз і iōn — той, що йде) — позитивно заряджений йон. Під час електролізу рухаються до катода. Термін ввів англійський фізик Майкл Фарадей.

## Різновиди
- Арил-катіон — карбокатіон, формально утворений відніманням гідрид йона від кільцевого атома C арену. Пр., фенільний катіон або фенілій. Є інтермедіатами в реакціях нуклеофільного заміщення (SN1). Ar–N2+ → Ar+ + N2
- Ацил-катіони — катіони, що мають загальну формулу R-C+=O, плоскі, позитивний заряд зосереджений на атомі C. Особливо стійкими є ті, в яких карбоновий атом має просторову заслінку, пр., 2,4,6-триметилбензоїл.
- Карбокатіон — катіон, який містить парне число електронів, а позитивний заряд формально локалізований на одному чи більше вуглецевих атомів. У його структурі можна виділити три координований атом C, що має незаповнену орбіталь і несе позитивний заряд, отже, є сильною кислотою Льюїса. Геометрія — плоска, тригональна. Це загальний термін, що охоплює як класичні карбонові йони, так і некласичні карбокатіони (карбонові йони, вінілкатіони, тропілові та ін.). Назви карбокатіонів утворюються додаванням слова катіон до назви відповідного радикалу.
- Метиловий катіон — нова сполука вуглецю в космічному просторі, яка є основою для життя, форма якого відома людству[1][2].